# Шаяхмедов, Шавкат Галиевич
Шавкат Галиевич Шаяхмедов (1960, село Уйгур, Пахтаабадский район, Андижанская область, Узбекская ССР, СССР — 23 мая 2023, Мордовская зона, Сосновка, Зубово-Полянский район, Республика Мордовия, Россия) — российский серийный убийца и насильник, совершивший серию из 4 убийств в период с апреля 2000 по 15 июня 2021 года на территории Орловской области, среди убитых было трое детей. Шаяхмедов принадлежит к категории высокоорганизованных серийных убийц, действовавших с предельной осторожностью, благодаря чему он на протяжении более чем двух десятилетий никогда не попадал в поле зрения правоохранительных органов. В 2022 году Шаяхмедов был приговорён к пожизненному лишению свободы. После приговора он признался в совершении ещё 2 убийств, одно из которых произошло в 1994 году на территории Таджикистана. На основании показаний Шаяхмедова останки жертвы были обнаружены в указанном им месте спустя 29 лет после совершения убийства. Ещё одно убийство произошло на территории Орловской области, однако за эти преступления он не был осуждён в связи с его смертью.

## Биография

### Работа и семья
О детстве Шавката Шаяхмедова известно крайне мало. Родился в 1960 году в селе Уйгур (Узбекская ССР). Согласно свидетельствам Шавката, в детстве он стал жертвой сексуального насилия со стороны одного из родственников, однако подтверждений этому найдено не было. После окончания школы и техникума в начале 1980-х Шавкат был призван в Советскую армию. Отслужив в армии, он в середине 1980-х переехал в город Истиклол (Согдийская область, Таджикская ССР), где женился на девушке, которая 29 сентября 1988 года родила ему близнецов, сына Романа и дочь Рузиль. По словам Шавката, уехать из родного села его вынудили этнические узбеки, которые требовали учить их язык или менять место жительства. В середине 1990-х годов Шавкат вместе с женой и детьми покинул территорию Таджикистана и переехал в Россию. Семья остановилась в поселке Казарь (Орловская область), где Шавкат нашел жилье. После переезда Шаяхмедов работал слесарем на местных предприятиях, где заслужил положительные характеристики и всяческие поощрения. Так как работа была трудная, но высокооплачиваемая, в середине 2000-х Шаяхмедов смог накопить деньги и купить собственную квартиру в поселке Казарь. Несмотря на это, жителями поселка и рядом знакомых Шавкат характеризовался неоднозначно. Они отмечали, что Шаяхмедов никогда не подвергался уголовной ответственности, судим не был, но увлекался алкогольными напитками и наркотическими веществами, вследствие чего его сын и дочь в конце 2000-х также стали употреблять алкогольные напитки и впоследствии приобрели алкогольную зависимость. Шаяхмедов подозревался в проявлении физического насилия и сексуальных домогательствах по отношению к своей дочери, так как после окончания школы он не отпустил ее из дома, когда девушка намеревалась уехать из села для того чтобы поступить в университет и получить высшее образование, а в начале 2010-х она несколько раз пыталась покончить жизнь самоубийством. 1 июня 2013 года в возрасте 25 лет скончался от инфаркта сын Шаяхмедова Роман, который в день смерти в состоянии алкогольного опьянения выпил большую дозу алкоголя, смешанную с кофе. Через три месяца, в сентябре того же года от осложнения цирроза печени умерла дочь Шаяхмедова Роза. Жена Шавката также проявляла девиантное поведение. Несмотря на социально неблагополучную обстановку в семье, она постоянно оправдывала действия и поведение мужа, утверждая, что на психоэмоциональное состояние собственных детей Шаяхмедов никак не повлиял. После смерти сына и дочери Шавкат Шаяхмедов уволился с высокооплачиваемой работы и устроился слесарем-сантехником в «Залегощенскую среднюю общеобразовательную школу №2». Администрацией школы Шаяхмедов характеризовался положительно. За годы работы в школе он сумел завоевать популярность у учеников, которых угощал сигаретами и сладостями. В конце 2010-х Шаяхмедов был замечен в сексуальных домогательствах по отношению к несовершеннолетним девочкам. Так одна из учениц заявляла, что Шаяхмедов однажды завел ее за деревянный туалет на территории школы и начал трогать за интимные места, однако она оказала ему сопротивление, после чего рассказала об инциденте одноклассницам и знакомым, однако на тот момент никто не придал ее рассказу особого значения.

### Убийства
Согласно признательным показаниям Шаяхмедова, в апреле 2000 года недалеко от поселка Залегощь он совершил нападение на 6-летнего мальчика, после чего изнасиловал и задушил его. Он утверждал, что с мальчиком знаком не был. Тело мальчика нашли спустя некоторое время в овраге.
В сентябре 2003 года Шаяхмедов встретил 32-летнюю женщину, которая навещала знакомых в селе Казарь. Женщина находилась в состоянии алкогольного опьянения и спала. Воспользовавшись обстоятельствами, Шавкат совершил на нее нападение, в ходе которого изнасиловал женщину. Несмотря на то, что изнасилованная жертва не представляла для него никакой угрозы, Шаяхмедов решил, что она всё же могла запомнить его лицо и, живя в небольшом населённом пункте, опознать, после чего задушил ее. Труп убитой он оставил на окраине села Казарь возле железнодорожного моста, где оно было обнаружено спустя несколько дней.

Из показаний Шаяхмедова:
Иду на рыбалку, смотрю — женщина лежит. Ну мужики же — все сволочи. Халявы захотелось. Ну что делать, раздел её, того её. Перед смертью она говорила: «Денис, хватит»
27 июля 2005 года Шавкат Шаяхмедов совершил убийство 11-летнего Константина Болотова на территории села Казарь. В день исчезновения мальчик вышел из дома своей бабушки и уехал кататься на велосипеде, после чего пропал без вести. Велосипед через несколько дней был найден местным жителем Анатолием Абашиным, который в ходе расследования некоторое время являлся основным подозреваемым в причастности к исчезновению мальчика, но в конечном итоге ему никаких обвинений предъявлено не было. Кроме него, в число подозреваемых входили рабочие из Ростова, которые в тот период проводили ремонт дорожных покрытий в Залегощенском районе. Милиция подозревала, что Болотов стал жертвой несчастного случая, после чего рабочие закатали его труп в асфальт, однако доказательств этому не нашлось.
Шаяхмедов заявил, что в тот день он предложил Болотову отправиться в лес за грибами, на что мальчик ответил согласием. Сумев завести мальчика далеко в лесную чащу вблизи села Ореховка, Шаяхмедов совершил на него нападение, в ходе которого изнасиловал и задушил. Труп убитого он закопал в вырытой им могиле на территории леса. Шаяхмедов утверждал, что Костя перед смертью пригрозил ему рассказать своей бабушке об изнасиловании. После дачи признательных показаний Шавкат Шаяхмедов под конвоем был этапирован на место совершения преступления, где в ходе следственного эксперимента указал примерное расположение могилы и воспроизвел события, происходившие в тот день. В указанном им месте с целью обнаружения захоронения Болотова в начале ноября 2021 года волонтеры межрегионального поискового объединения «Костер» за неделю перекопали почти 3 гектара лесистой местности. В конечном итоге могила мальчика была обнаружена. В ходе эксгумационных работ были найдены фрагменты истлевшей одежды мальчика и его скелетированные останки. Константин Болотов, как и следующая жертва Виктория Гнедова, был знаком с Шаяхмедовым и проживал в соседнем с ним доме.
18 июня 2021 года Шаяхметов совершил последнее убийство. Жертвой стала проживавшая с ним по соседству 9-летняя Виктория Гнедова. Девочка спустилась к нему в подвал и потребовала от него покупки обещанного им ей велосипеда, но он ей отказал, после чего нанес ей несколько ударов молотком по голове, от последствий которых она скончалась. По версии следствия, Шаяхмедов убил девочку после того, как она пригрозила ему рассказать родителям об изнасиловании, так как следователи подозревали, что Шавкат задолго до убийства Гнедовой неоднократно уже подвергал ее сексуальным домогательствам, обещая ей за это подарки и сладости, однако сам Шаяхмедов это отрицал, но впоследствии вынужденно признал, что ранее подвергал девочку домогательствам.

Из показаний Шавката Шаяхмедова:
Просто друзья, лучшие друзья. Я ей помогал, она мне помогала, в огород приходила. А у меня велосипед красный, больше на женский похож. Ну современный, многоскоростной. У неё у самой три было, но ей почему-то мой понравился. Я ей говорю — Вика, куплю себе мотоцикл и сразу тебе подарю, отдам. Она ни в чём не нуждалась, телефоны всегда были современные, компьютер сломался, на следующий день уже новый был. Приставания ей мои надоели. Говорит — матери расскажу, отцу расскажу. Лежал молоток, ну я и ударил раза три-четыре, может больше
Тело убитой Шаяхмедов закопал в углу подвала под квартирой, в которой проживала семья Гнедовых, однако сделал это он с изощренной изобретательностью. Он прорыл тоннель под фундаментом несущей стены дома, в который и поместил труп, скрыв таким образом его почти полностью под фундаментом, из-под которого торчали только ступни Виктории Гнедовой, на них он уложил керамическую плитку. Закопав яму, Шавкат Шаяхмедов забросал место захоронения девочки строительным материалом и различным мусором. В момент проведения оперативно-розыскных мероприятий подвал обследовался сотрудниками полиции, однако щуп, с помощью которого они пытались обнаружить труп, упирался в керамическую плитку, и обследование подвала не дало никаких результатов.

### Арест, следствие и суд
Шавкат Шаяхмедов попал во внимание правоохранительных органов в августе 2021 года в ходе расследования исчезновения 9-летней Виктории Гнедовой. 18 июня того же года девочка ушла из дома на территории села Казать и пропала без вести.
В ходе поисков Губернатор региона Андрей Клычков обратился к жителям Орловской области, соседних регионов и пользователям социальных сетей с просьбой помочь спасателям и сотрудникам правоохранительного блока в поисках ребенка. На просьбу Клычкова откликнулись тысячи неравнодушных граждан из Курской, Тамбовской, Белгородской, Брянской, Воронежской и Московской областей. Помимо волонтеров, в поисковой операции были задействованы беспилотники, вертолеты, самолеты, весь личный состав ОМВД России по Залегощенскому району, регионального УМВД, включая сотрудников центра кинологической службы и курсантов Орловского юридического института МВД России. В ходе поисков осматривались колодцы, мусорные полигоны, подвалы домов, хозяйственные постройки, лесополосы, а также ряд промышленных предприятий. На расположенном неподалёку от села Казарь сахарном заводе из резервуаров были откачаны тонны продуктов переработки сырья, чтобы исключить несчастный случай. Ряд водоемов и акваторию несколько раз исследовала водолазная группа, однако тело девочки обнаружено не было, после чего для проведения следственных действий в Орловскую область выехало около 30 оперативников из центрального аппарата МВД России. Ход расследования на контроль взял председатель СКР Александр Бастрыкин.

Заместитель начальника отдела ГУУР МВД России, полковник полиции Армен Егиазарян, курировавший эту работу, находясь в Орловской области в служебной командировке, впоследствии вспоминал:
Трудились без выходных. Причём сыщики, следователи, сотрудники МЧС, представители органов исполнительной власти и институтов гражданского общества действовали как чётко слаженный механизм. Каждый знал свои задачи. Все консолидировались и нацелились найти девочку живой. Для нас была важна любая информация, которая выведет на след ребёнка. Сам посёлок небольшой — в нём проживает порядка 500-600 человек. Мы опросили практически всё взрослое население. Также беседы проводились с жителями ближайших населённых пунктов, водителями такси. Полицейскими отрабатывались ранее судимые граждане, особое внимание обращалось на тех, кто совершал преступления против личности, в том числе сексуального характера, имеет склонность к педофилии.
В августе того же года неожиданно в кустах рядом с многоквартирным домом, где проживала Виктория Гнедова, был обнаружен планшет, который пропал вместе с ней. Криминалистическо-дактилоскопическая экспертиза установила, что, помимо отпечатков пальцев Виктории Гнедовой, на планшете имелись отпечатки пальцев ее родителей, а также отпечатки пальцев Шавката Шаяхмедова, который проживал в том же многоквартирном доме, что и семья Гнедовых, этажом выше. В связи с этим Шаяхмедов был задержан и допрошен. Во время допроса он предоставил алиби, согласно которому он в день исчезновения девочки находился на своем рабочем месте в школе. Проверка табеля учета рабочего времени показала, что Шаяхмедов действительно находился в тот день в школе, однако ряд детей и жителей села Казарь дали противоречащие этой информации показания. Согласно их свидетельствам, в день исчезновения Гнедовой Шаяхмедов провел много времени на улицах села и покупал сладости в продуктовом магазине. В ходе опроса жителей села и учеников школы две местные жительницы заявили, что в период с 10 по 31 августа 2005 года, они, будучи несовершеннолетними, подверглись действиям сексуального характера со стороны Шавката Шаяхмедова. Согласно их свидетельствам, в тот день Шаяхмедов пришел в гости к их отцу, где мужчины совместно распивали алкогольные напитки до позднего времени. После того как отец девочек впал в состояние алкогольного опьянения и уснул, Шаяхмедов, воспользовавшись обстоятельствами, вошел к ним в комнату и изнасиловал их. На момент совершения преступления им было 7 и 9 лет соответственно. Жертвы насилия утверждали, что из-за боязни огласки и неспособности доказать факт сексуального насилия предпочли молчать.
На основании их показаний Шаяхмедов был арестован 25 августа 2021 года, и против него было возбуждено уголовное дело. Через несколько дней после ареста, не выдержав давления следствия, Шаяхмедов признался в совершении убийства Виктории Гнедовой. 15 сентября 2021 года в месте, указанном Шаяхмедововым, были эксгумированы останки Виктории Гнедовой, что было впоследствии подтверждено различными судебно-медицинскими экспертизами, в том числе ДНК-анализом.

Шаяхмедов сам активно принимал участие в поисках девочки и никак не выдавал своим поведением подозрения в свой адрес. Ольга Мартынова, мама Виктории Гнедовой так впоследствии описывала поведение Шаяхмедова:
Он ничем не выдавал себя, вел себя совершенно спокойно. Как будто ничего не произошло. Как будто он не мою Вику закопал, а не знаю… Абсолютно он спокойно себя вёл. Так же ходил в магазин, так же детям давал здесь конфеты. Так же вел себя спокойно…
Ольга Мартынова впоследствии утверждала, что первоначально под подозрение из-за исчезновения планшета попала она и ее муж Виктор, который был трижды судим за совершение краж.

Ольга Мартынова так впоследствии описывала ход расследования:
Оперативники решили, что это я расправилась с дочерью. На допросах вели себя по-хамски, угрожали, грубили. С ухмылкой предлагали за миллион рублей сознаться в преступлении — хотели посмотреть на мою реакцию. Дело в том, что 15 июня устройство загадочно исчезло. Опера решили, что я, ругая дочь, стала ее бить и случайно убила. А потом закопала.
В конце сентября Шавкату Шаяхмедову было предъявлено обвинение в совершении убийства Гнедовой. Через несколько дней он неожиданно начал давать признательные показания в совершении еще 3 убийств, в причастности к которым его ранее никогда не подозревали. Так Шаяхмедов поведал следователям, что в период с апреля 2000 по июль 2005 года в Залегощенском районе Орловской области он путём удушения совершил убийства двух мальчиков 6 и 11 лет, а также 32-летней женщины. Всех жертв перед убийствами он подверг изнасилованию. Кроме того, Шаяхмедов признал свою вину в совершении преступлений против половой неприкосновенности трёх несовершеннолетних девочек, которые произошли в 2005 и 2018 годах.
После того, как причастность Шаяхмедова ко всем 4 убийствам была доказана, в конце ноября 2021 года были возбуждены уголовные дела, которые впоследствии были объединены в одно.
27 сентября 2022 года Следственными органами было утверждено обвинительное заключение, после чего уголовное дело было направлено в суд. В конечном итоге Шаяхмедову предъявили обвинение в совершении преступлений, предусмотренных пп. «а», «в», «к» ч. 2 ст. 105 УК РФ (убийство, то есть умышленное причинение смерти двум и более лицам, малолетнего, с целью скрыть другое преступление), ч.1 ст. 131 УК РФ (изнасилование), ч.3,4 ст. 132 УК РФ (иные действия сексуального характера с использованием беспомощного состояния потерпевшего, совершенные в отношении лица, не достигшего четырнадцатилетнего возраста).
Судебный процесс над Шавкатом Шаяхмедовым открылся 25 октября 2022 года. Все судебные заседания проходили в закрытом режиме. На судебном процессе адвокат Шаяхмедова Юлия Оленичева настаивала на его невиновности, утверждая, что Шавкат во время допросов подвергался избиениям со стороны сотрудников правоохранительных органов и под давлением следствия оговорил себя. В качестве подтверждения своей версии она предоставила суду фотоотчет и результаты медицинского освидетельствования Шаяхмедова, которому он подвергался через несколько дней после ареста в следственном изоляторе. В ходе экспертизы на теле Шавката Шаяхмедова были обнаружены многочисленные синяки и гематомы от ударов тупым предметом, происхождение которым не было дано на суде никакого рационального объяснения.

Версия адвоката Юлии Оленичевой:
Под подозрение он попал лишь потому, что последним видел девочку живой, а вину признал после угроз сокамерников и обещаний следователей испортить жизнь близким. Ни на молотке, ни на перчатках, ни на окурке, который нашли в яме, нет следов ДНК. Нет и крови на его одежде, хотя ее не стирали. Психиатрическая экспертиза не выявила склонность к педофилии. Все следственные действия, связанные с обнаружением трупа мальчика, провели без участия адвоката, поэтому, по сути, не имеют юридической силы. Показания детей и девочки-подростка о сексуальных домогательствах неубедительны и легко могут оказаться плодом детских фантазий. На очной ставке школьница, например, путалась и не могла точно объяснить, где именно все это происходило. Если Шаяхмедов приставал к детям, то почему люди на протяжении стольких лет молчали?
Однако несмотря на это, 22 декабря того же года суд посчитал, что вина Шаяхмедова в инкриминируемых ему преступлениях была доказана полностью, после чего он был признан виновным в совершении 4 убийств, сопряженных с изнасилованиями. Свою вину на судебном процессе Шавкат Шаяхмедов, несмотря на протест своих адвокатов, полностью признал.
Во время следствия у Шаяхмедова случился инсульт, после чего у него был диагностирован ряд неврологических нарушений и частичный паралич, вследствие чего на судебных заседаниях он появлялся, сидя в инвалидной коляске. 29 декабря 2022 года Орловский областной суд назначил Шавкату Шаяхмедову уголовное наказание в виде пожизненного лишения свободы.
Родители погибших детей после окончания судебного процесса пытались добиться привлечения к уголовной ответственности жены Шаяхмедова, так как, по их мнению, женщина на протяжении нескольких десятилетий знала о преступной деятельности своего мужа, но не обращалась в полицию и всячески помогала ему избегать разоблачения. Ольга Мартынова, мать убитой Виктории Гнедовой, впоследствии утверждала, что после пропажи дочери слышала, как во время ссоры жена Шаяхмедова обвиняла его в том, что она неоднократно помогала ему избежать уголовной ответственности в молодости, еще до переезда в Россию, а он, несмотря на это, продолжил совершать преступления.

### Новые признания и смерть
В начале 2023 года Шавкат Шаяхмедов был этапирован в исправительную колонию особого режима № 1 Управления Федеральной службы исполнения наказаний по Республике Мордовия, более известную как «Мордовская зона», где неожиданно дал признательные показания в совершении 5-го убийства, которое произошло на территории Таджикистана в 1994 году. Согласно признаниям Шавката, 21 мая 1994 года он убил 8-летнюю Катю Дмитриеву на территории города Истиклол, где на тот момент проживал с семьей. Последний раз девочку видели живой днем во дворе своего дома по улице Строителей. После исчезновения Кати ее родители организовали масштабные поиски, которые включали участие волонтеров, но никаких результатов это не принесло. Шаяхмедов заявил, что заманил девочку в свой гараж, где изнасиловал и задушил. Труп убитой он перевез на мотоцикле к дому 19 по улице Камоли Худжанди, где проживала его теща. В подвале дома Шаяхмедов, как и в случае захоронения трупа Виктории Гнедовой, закопал тело Кати Дмитриевой в яме, которую вырыл под фундаментом несущей стены дома, вследствие чего за последующие десятилетия останки Кати Дмитриевой никем не были обнаружены.
Шавкат Шаяхмедов из-за осложнений со здоровьем после перенесенного инсульта умер в мае 2023 года.
После того, как были достигнуты договоренности с представителями МВД и Генеральной прокуратуры республики Таджикистан, сотрудники следственного управления СК России по Орловской области летом 2023 года выехали в город Истиклол, где в подвале дома номер 19 по улице Камоли Худжанди были проведены оперативно-розыскные действия, в результате которых в месте, указанном Шавкатом Шаяхмедовым, были обнаружены скелетированные останки 8-летней Кати Дмитриевой, вследствие чего причастность Шаяхмедова к этому убийству была подтверждена. Весь процесс снимался на видео правоохранительными органами республики Таджикистан. Проведённая впоследствии ДНК-экспертиза доказала, что это скелет пропавшей Кати Дмитриевой. Настоящее количество жертв Шавката Шаяхмедова осталось неизвестным. По мнению замруководителя отдела ГУУР МВД Армена Егиазаряна, Шаяхмедов, возможно, совершил еще несколько убийств на территории Таджикистана и Узбекистана в советские годы. Не исключено, что Шаяхмедов каждый раз менял место жительства, чтобы уйти от уголовной ответственности за аналогичные преступления.

Армен Егиазарян:
По моему мнению, маньяки-педофилы никогда не меняются: они могут ждать годами, но потом обязательно совершат преступление.
Кроме признательных показаний в совершении убийства Кати Дмитриевой, Шаяхмедов незадолго до своей смерти дал признательные показания в совершении еще одного убийства ребенка, которое произошло в городе Орел, однако по состоянию на октябрь 2023 года расследование этого эпизода было ещё не закончено.

## В массовой культуре
В мае 2023 года в эфире телеканала «Россия 24» вышла программа «По следу зверя», снятая ОГТРК и посвящённая Шавкату Шаяхмедову, который дал корреспондентам интервью, рассказав им детали своей биографии и обстоятельства совершения убийств. В конце интервью Шаяхмедов заявил, что содеянное им не прощается и с вынесенным ему наказанием он полностью согласен.